# مسجد جامع عمری
مسجد جامع عُمَری مسجدی کهن در میان‌شهر بیروت، پایتخت لبنان واقع شده است.
این مسجد به نام خلیفه عمر بن خطاب، العُمری نامیده می‌شود همچنین با عنوان فتوح الاسلام نیز اشاره می‌شود. گفته می‌شود این مسجد در دوران فرانک‌ها به کلیسا تغییر یافت، پس از آن صلاح‌الدین در سال ۱۱۸۹ م آن را بازگردانید.
هنگامی که فرانک‌ها بیروت را در ۱۱۹۷م بازپس گرفتند، به یک کلیسای جامع تبدیلش کردند تا اینکه در سال ۱۲۹۱ مسلمانان آن را بازپس گرفتند.